# Asediul Medinei (1053–1054)
Asediul Medinei a fost un atac bizantin fără succes asupra orașului musulman Medina (astăzi Mdina), Malta, în 1053 sau 1054. Locuitorii musulmani ai orașului și sclavii lor au reușit să respingă o forță superioară bizantină, care s-a retras cu pierderi grele. După asediu, sclavii care i-au ajutat pe musulmani împotriva invadatorilor au fost eliberați, iar bizantinii nu au încercat niciodată să recupereze insula.

## Context
Orașul Medina a fost construit pe locul orașului bizantin Melite, care a fost capturat și distrus de aghlabizi în 870. Potrivit cronicarului al-Himyarī, așezarea a fost înființată în 1048–1049 de către o comunitate musulmană și sclavii lor. Dovezile arheologice sugerează că orașul era deja o așezare musulmană înfloritoare până la începutul secolului al XI-lea, așa că 1048-1049 ar putea fi data când orașul a fost fondat oficial și zidurile sale au fost construite.

## Asediu

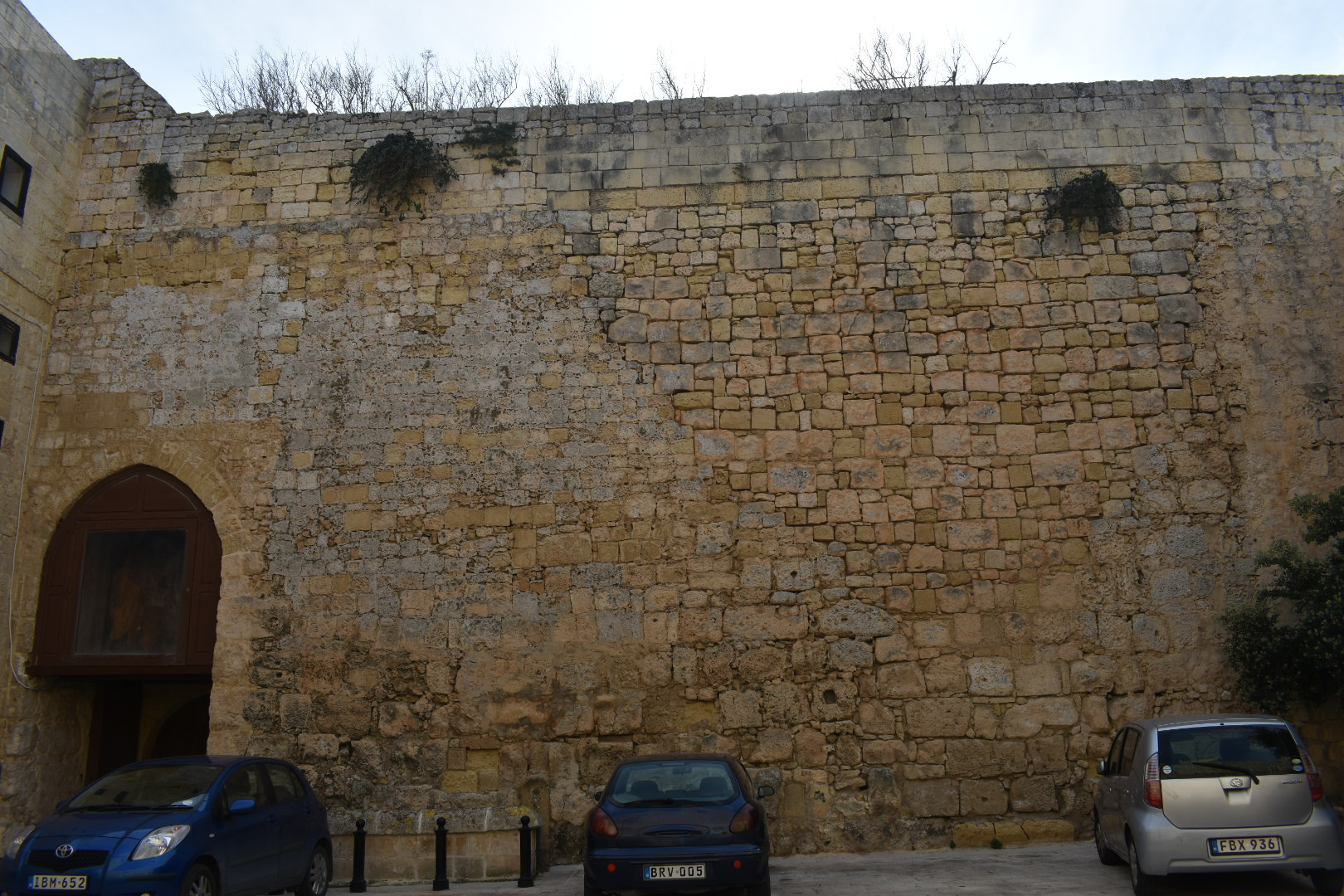
Zidul de fortificație lângă Poarta Grecilor (stânga), incluzând probabil părți din zidurile arabe ale orașului

În 445 AH (1053–1054 d.Hr.), Imperiul Bizantin a atacat noua așezare musulmană de pe insula Malta „cu multe nave și un număr mare (de ostași)”. Orașul Medina a fost asediat, iar locuitorii săi au cerut clemență, dar au fost refuzați de bizantini. Musulmanii aveau doar 400 de bărbați, dar erau depășiți numeric de sclavii lor, așa că le-au oferit libertatea și fiicele lor în căsătorie dacă îi ajutau să-i respingă pe invadatori.
Sclavii au fost de acord cu această înțelegere și au lansat un atac asupra bizantinilor. Invadatorii au început un asalt în a doua zi, dar după unele lupte au fost respinși „și au fugit învinși fără să se uite înapoi”. Bizantinii au încercat să se retragă de pe insulă, dar cei mai mulți dintre ei au fost uciși și doar o navă a reușit să scape. Celelalte nave au fost preluate de musulmani, iar sclavii au fost eliberați așa cum le-a fost promis. Bizantinii nu au încercat niciodată să recupereze Malta.

## Analiză
Cele mai multe detalii despre asediul Medinei sunt cunoscute din lucrarea Kitab al-Rawd al-Mitar⁠(d), care a fost scrisă de Muhammad bin 'Abd al-Mun'im al-Himyarī în secolul al XV-lea. Relatarea lui Al-Himyarī a fost descoperită în 1931, iar prima ediție completă a fost publicată în 1975 la Beirut. Pasajul referitor la Malta a rămas necunoscut până când a fost tradus în limba engleză în 1990. Este una dintre cele mai detaliate surse despre acest asediu.
Descrierea asediului nu arată clar care era etnia sclavilor care i-au ajutat pe musulmani să-i respingă pe bizantini. Sursa sugerează că ei nu erau musulmani și, cel mai probabil, nu erau arabi, deși se crede că vorbeau limba arabă. Cel mai probabil erau creștini sicilieni sau slavi sau creștini convertiți la islam și probabil au fost asimilați cu supraviețuirii maltezi din masacrul din 870.
Orașul a căzut în cele din urmă în mâinile lui Roger I al Siciliei în timpul invaziei normande a Maltei în 1091.